# Dolmen von Ty-er-Mané

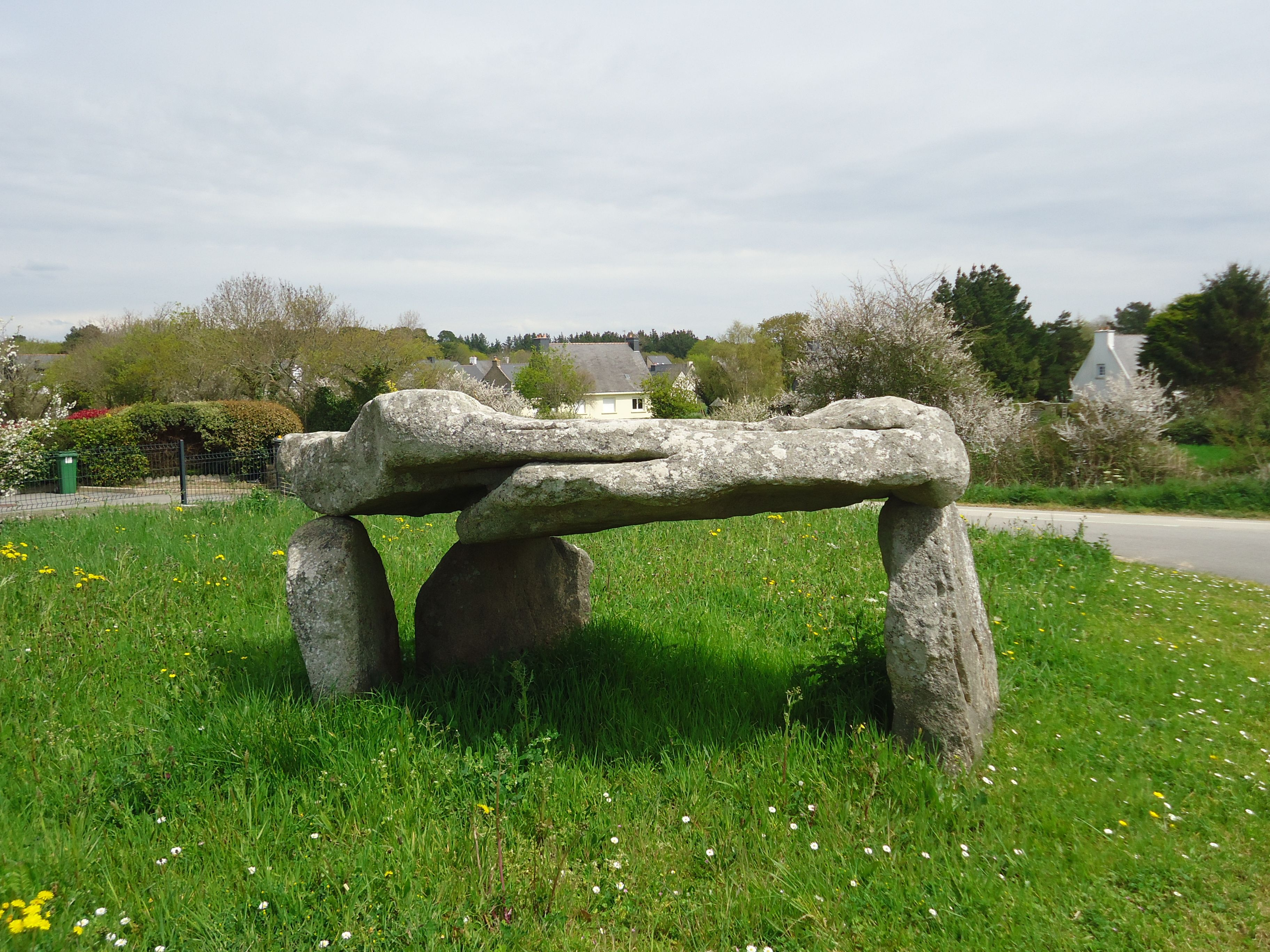
Dolmen von Botlann

Der Dolmen Ty er Mané  (auch Dolmen von Botlann genannt) liegt auf einem leichten Hügel etwa 300 Meter östlich des Ortskerns von Erdeven an der Rue du Dolmen, im Département Morbihan in der Bretagne in Frankreich. Dolmen ist in Frankreich der Oberbegriff für neolithische Megalithanlagen aller Art (siehe: Französische Nomenklatur).
Von dem Gangdolmen (französisch Dolmen à couloir) mit seinem nach Südosten gerichteten Gang ist nur der etwa 3,0 × 2,0 Meter messende auf drei Tragsteinen liegende Deckstein erhalten. Er bedeckt die Reste der etwa 2,0 m breiten Kammer.
In der Nähe liegen die Steinreihen von Kerzerho.